# بقصانی علیا
بقصانی علیا ، روستایی است از توابع بخش سنگان و در شهرستان خواف استان خراسان رضوی ایران.

## جمعیت
این روستا در دهستان بستان قرار داشته و بر اساس سرشماری سال ۱۳۸۵ جمعیت آن (۱۰خانوار) ۲۹نفر
بوده است.